# Малгара
Малгара, срещащ се в български източници и като Малград (на турски: Malkara, Малкара), е град в европейската част на Турция, вилает Родосто (Текирдаг). Градът е околийски център и община.

## История
Според „Етнография на вилаетите Адрианопол, Монастир и Салоника“, издадена в Константинопол в 1878 година и отразяваща статистиката на населението от 1873 година, Малгара (Malgara) е градче с 330 домакинства и 420 жители българи и 1050 гърци. Според статистиката на професор Любомир Милетич в 1912 година в селото живеят 36 български семейства, 300 семейства турци, 200 гърци и 700 арменци.
При избухването на Балканската война в 1912 година двама души от Малгара са доброволци в Македоно-одринското опълчение.

## Личности
Родени в Малгара
- Оник Артинос (1890 – ?), македоно-одрински опълченец, 3 рота на 9 велешка дружина[5]
- Нишан Овсеп, македоно-одрински опълченец, 3 рота на 3 солунска дружина, носител на орден „За храброст“ IV степен[6]
- Саркис Балтаян (1897 – 1989), виден български музикален педагог, диригент, композитор и обществен деец
- Татул Зармарян (? – 1901), български революционер

Починали в Малгара
- Деян Пенчев Деянов, български военен деец, подпоручик, загинал през Балканската война[7]
- Иван Досев Досев, български военен деец, подпоручик, загинал през Балканската война[8]

## Побратимени градове
- Севлиево, България